# Farářova louka
Farářova louka je přírodní památka ev. č. 1995 poblíž obce Červená Třemešná v okrese Jičín. Oblast spravuje Agentura ochrany přírody a krajiny ČR.

## Předmět ochrany
Předmětem ochrany jsou luční mokřadní biotopy a převážně listnaté lesy s typickou květenou s výskytem vzácných druhů rostlin a živočichů, např. upolín evropský, prstnatec májový, vemeník zelenokvětý, vemeník dvoulistý, holub doupňák, lejsek malý či skokan štíhlý.

## Další fotografie

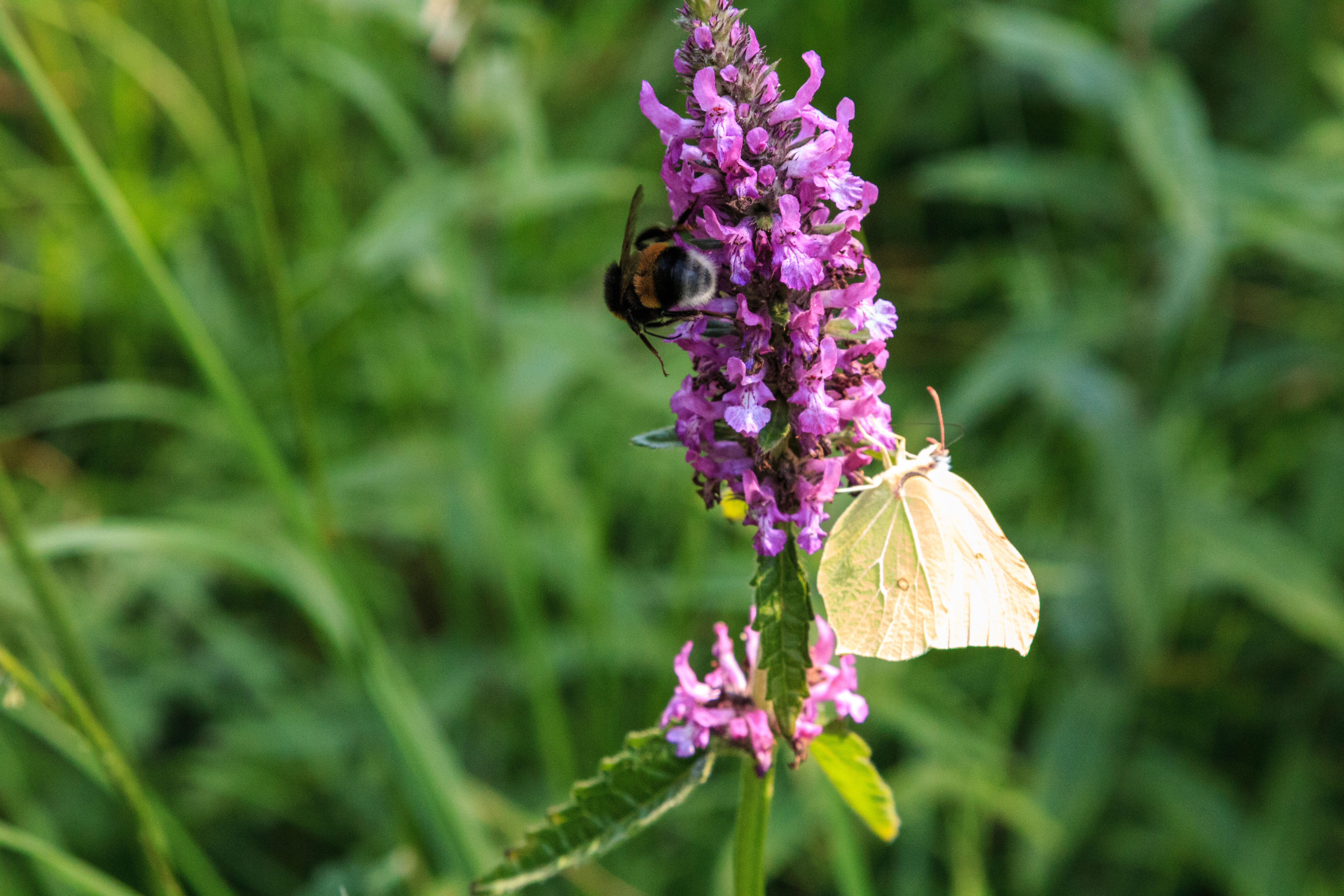
PP Farářova louka
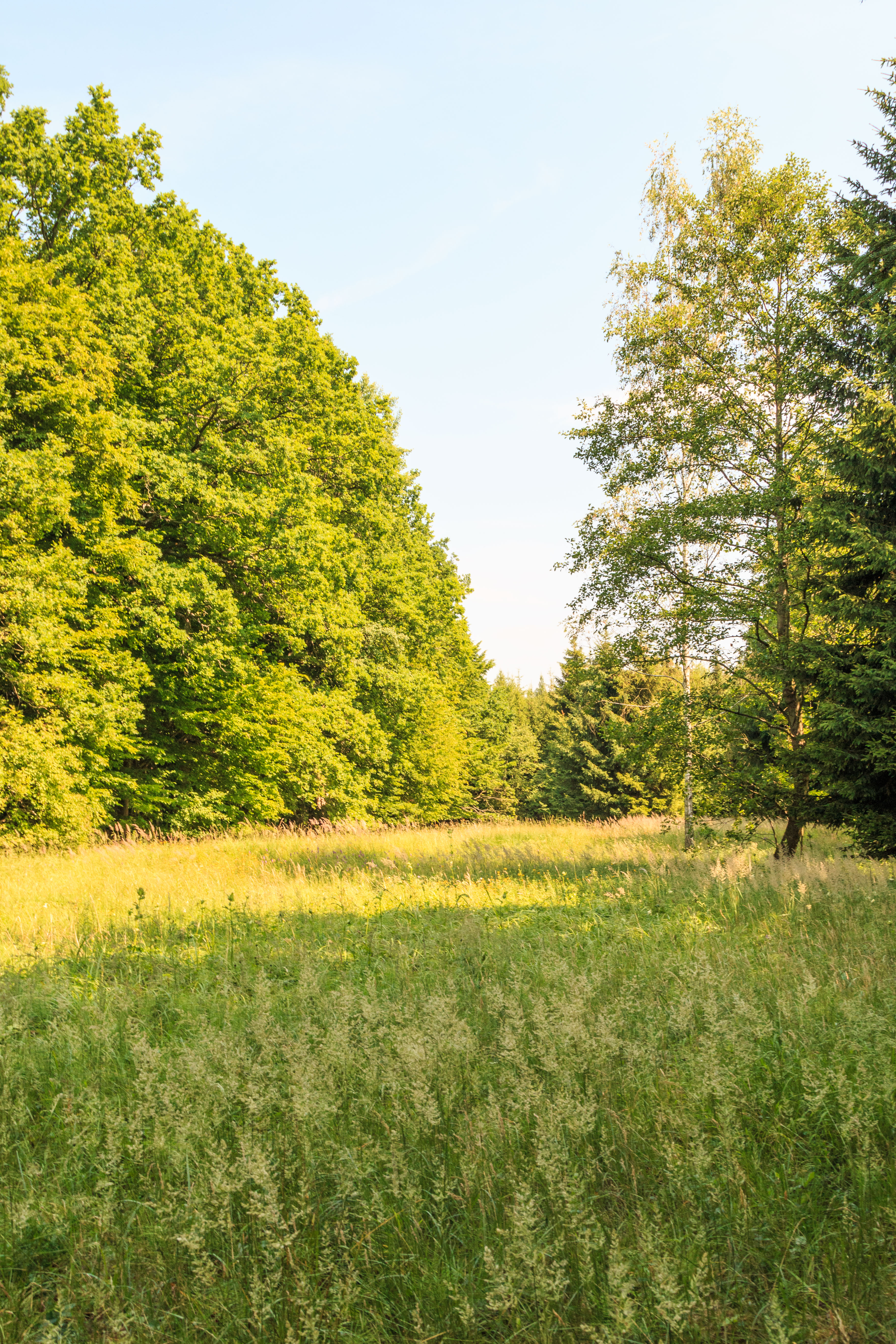
PP Farářova louka
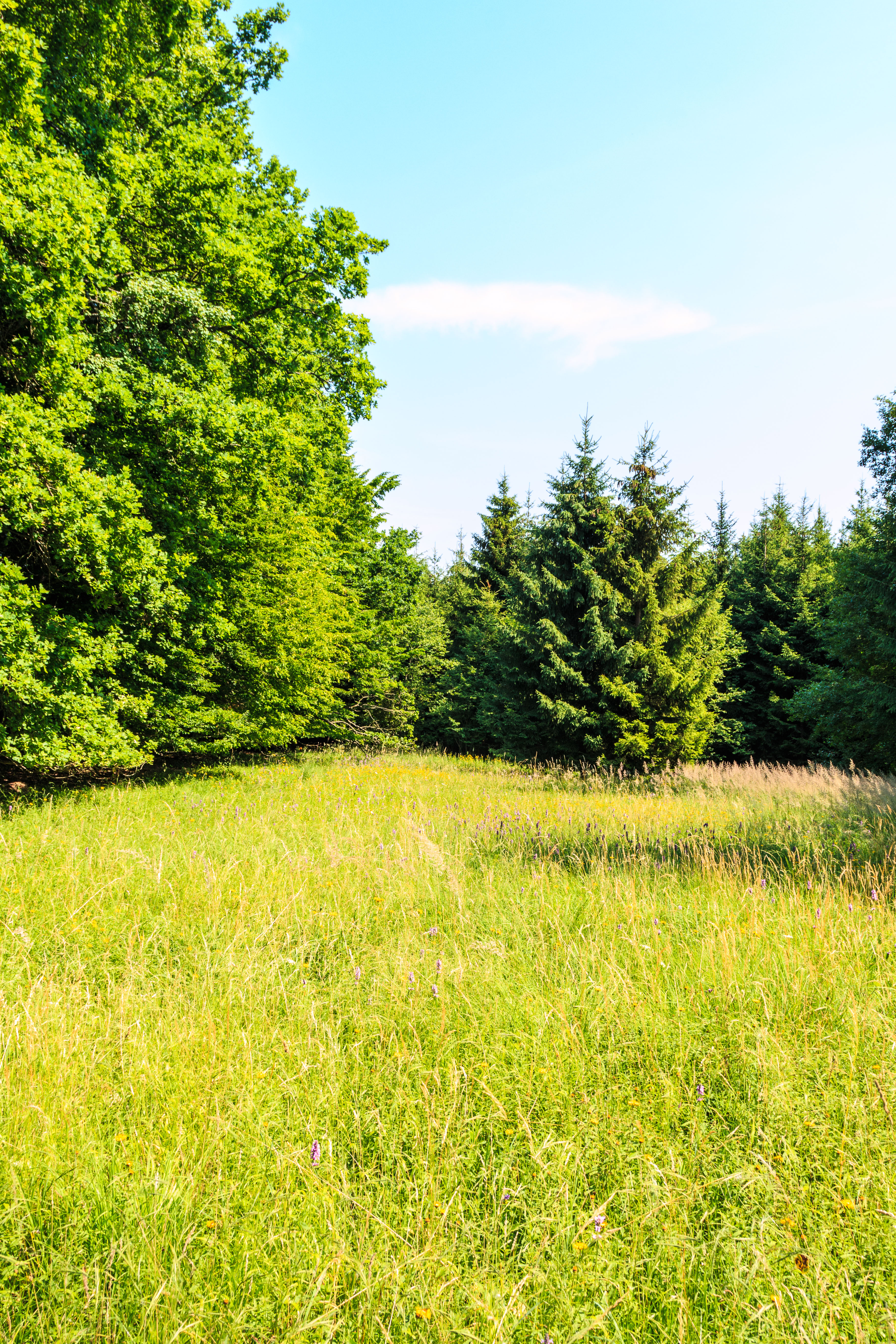
PP Farářova louka
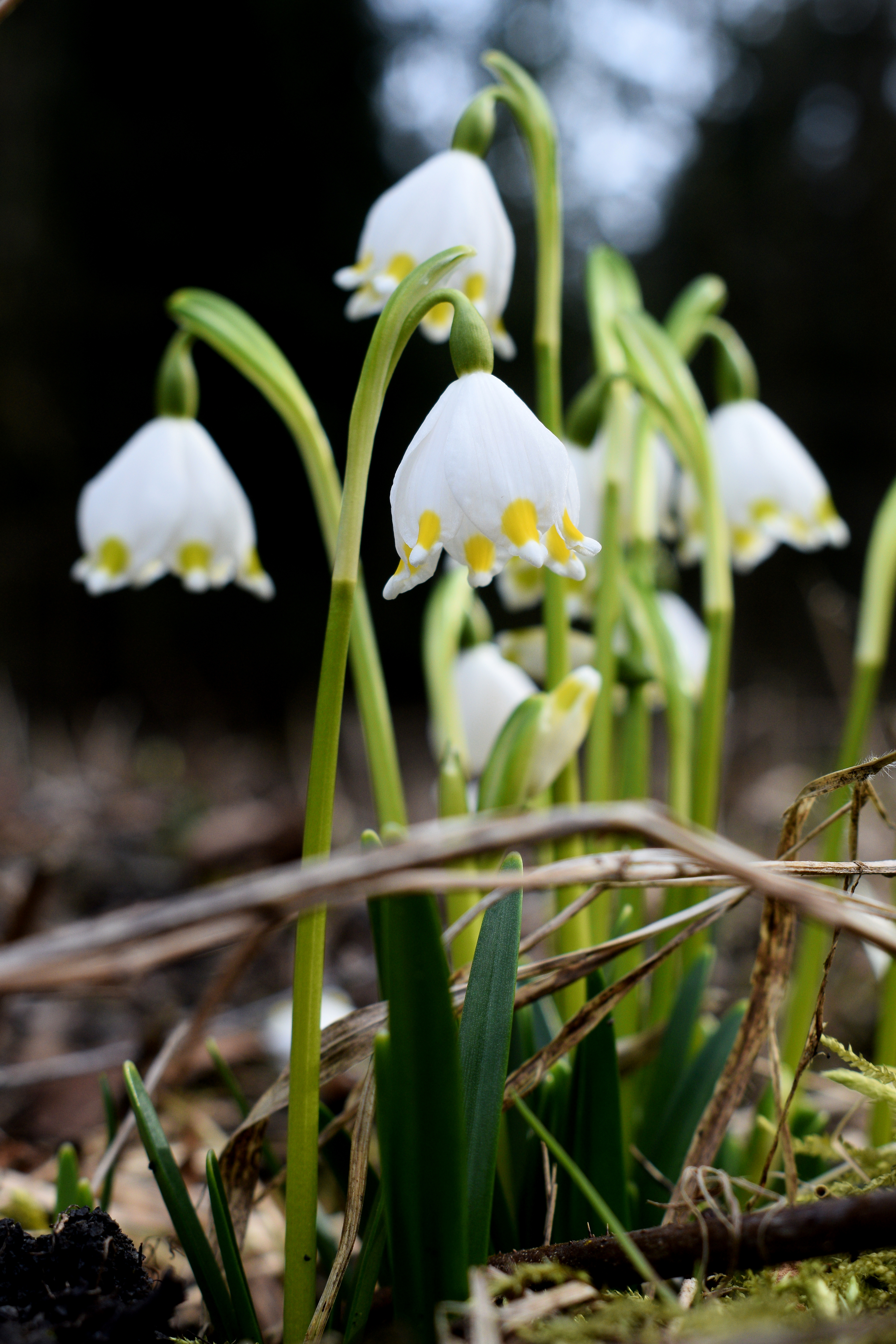
Bledule jarní (Leucojum vernum) na lokalitě Farářova louka